# Pałac w Wysokiej (województwo śląskie)
Pałac w Wysokiej – zabytkowy pałac wybudowany po 1791 r., w miejscowości Wysoka, obecnie w stanie ruiny.

## Historia
Początki obiektu datowane są na XIV wiek, przez pewien czas pełnił on najprawdopodobniej funkcję dworu obronnego. W XVII wieku ziemie te wraz z dworem zostały nabyte przez podstolego malborskiego Józefa Taszyckiego. W późniejszym okresie jednym z jego właścicieli był Gabriel Taszycki - generał powstania kościuszkowskiego oraz prawnik. On to po 1791 roku przebudował obiekt na klasycystyczny pałac. Gdy po upadku powstania Taszycki przebywał we Francji oraz Hiszpanii, zakupił tam dużą kolekcje obrazów malarzy europejskich, którą następnie przywiózł do Wysokiej i eksponował w pałacu. Po jego śmierci w 1806 roku spadkobiercy uruchomili tu szkołę oraz sprowadzili malarza, który miał odnowić obrazy; niestety większość z nich zniszczył. 

Zachowane ruiny pałacu pochodzą najprawdopodobniej z 1825 roku. Pod koniec XIX wieku obiekt przeszedł w ręce rodziny Eigerów. Po II wojnie światowej znacjonalizowany pałac zaczął popadać w ruinę, a pomysły jego renowacji pozostały jedynie w planach. Po 1989 roku przejęła go Spółdzielnia Rolnicza Przyszłość, której zarządzanie doprowadziło obiekt do stanu obecnego. W 2011 roku właściciel nieruchomości - Agencja Nieruchomości Rolnych - rozważała jej sprzedaż.

## Opis
Piętrowy pałac wybudowany na planie prostokąta, kryty dachem czterospadowym. Główne wejście umieszczone centralnie między czterema pilastrami pod prostokątnym balkonem ze stalową balustradą. Nad nim przy dachu trójkątny szczyt.